# 伊藤真奈美 (1960年生)
伊藤 真奈美（いとう まなみ、1960年7月8日 - ）は、日本の元女優。本名同じ。
東京都渋谷区出身。東京都立千歳丘高等学校卒業。劇団ひまわり、宗方事務所、竹内事務所に所属していた。
特技はギター。

## 出演

### テレビドラマ
- 西遊記 パート1 第19話「意外! 吸血鬼三蔵」（1978年）
- 大河ドラマ
  - 草燃える（1979年） - 千草
  - 獅子の時代（1980年） - 芸者
- 平岩弓枝ドラマシリーズ / 江戸紫の女（1979年）
- 雪姫隠密道中記 第11話「御用金を狙った男 - 姫路 - 」（1980年） - お美代
- 大捜査線 第30話「ひとつの愛が死んで…… 」（1980年）
- 西部警察
  - 第66話「17年目の誘拐」（1981年） - 岩田幸枝
  - 第105話「謎のルート・マカオ」（1981年） - 小野沢の妹
  - 第114話「FBI・指名手配!」（1982年） - 和江
- 俺はおまわり君 第14話「そよかぜの渡る世間に…」（1981年）
- 新五捕物帳（1981年）
  - 第148話「おふじという女」
  - 第161話「女髪結い情け唄」
- 連続テレビ小説 / まんさくの花（1981年） - 真弓
- 噂の刑事トミーとマツ 第2シリーズ 第41話「もう嫌だ! コンビ解消独立します」（1982年） - 山川の婚約者
- 同心暁蘭之介 第35話「八丁堀は大騒ぎ」（1982年）
- ポーラテレビ小説 / おゆう（1983年）
- 特捜最前線 第313話「父と子のブルートレイン!」（1983年）
- 太陽にほえろ! 第599話「殺人犯ラガー」（1984年） - 小松陽子
- 土曜ワイド劇場 / 松本清張の証言 私の愛人-29才（1984年）
- 月曜ワイド劇場 / 破れた靴下をはく女（1984年）
- 必殺橋掛人 第5話「六本木の朝顔を探ります」（1985年、ABC / 松竹） - お菊
- 遠山の金さんII 第10話「愛のお葬式・私は無実です!」（1985年、ANB / 東映）
- 長七郎江戸日記 第1シリーズ（1986年、NTV / ユニオン映画）
  - 第84話「父ちゃんが帰った日」 - おちか
  - 第110話「寺子屋ぎらい」 - お秋
- 誇りの報酬 第45話「暴走! 芹沢刑事」（1986年） - 須田の妻
- 三匹が斬る! 第9話「十手旅、義賊が吹いたシャボン玉」（1987年） - お糸

### テレビアニメ
- 科学救助隊テクノボイジャー（1982年、キャサリン・ヘイワード[5]）

### 舞台
- Do It Yourself!!